# Grive de Nouvelle-Bretagne
Zoothera talaseae
Espèce
Statut de conservation UICN

 LC  : Préoccupation mineure
La Grive de Nouvelle-Bretagne (Zoothera talaseae) est une espèce de passereaux de la famille des Turdidae.

## Distribution
Cette espèce est endémique de Papouasie-Nouvelle-Guinée. Elle se rencontre en Nouvelle-Bretagne et à Bougainville.

## Liste des sous-espèces
Selon la classification de référence du Congrès ornithologique international (version 7.3, 2017) :
- Zoothera talaseae talaseae (Rothschild & Hartert, 1926) — Umboi & Nouvelle-Bretagne
- Zoothera talaseae atrigena Ripley & Hadden, 1982 — Bougainville